# Granada (stad)
Granada is een stad en gemeente in Andalusië, in het zuidoosten van Spanje, en is de hoofdstad van de provincie Granada. De stad heeft 234.758 inwoners (2016) en inclusief omliggende kernen wonen er ongeveer 472.638 mensen. Het is daarmee de vierde stad van Andalusië, na Sevilla, Málaga en Córdoba, en de 17e stad van Spanje. Granada ligt op 738 meter hoogte boven zeeniveau, aan de voet van het gebergte Sierra Nevada. Eeuwen geleden was het de hoofdstad van de taifa Granada en het koninkrijk Granada.
Boven de stad bevindt zich het Alhambra, een historisch paleis vol overblijfselen van zowel de Moorse als katholieke cultuur. De oude stad is een van de best bewaarde voorbeelden van Almohaden stadsplanning. Verder huisvest Granada de Universidad de Granada. Granada geldt samen met Salamanca, Burgos en Santiago de Compostella als een studentenstad.

## Geschiedenis

### Vroege geschiedenis
Het gebied waar nu Granada ligt werd al in de 8e eeuw v.Chr. bewoond door Iberische volkeren, en heette toen “Ilturir”. Deze naam sloeg niet op één concrete nederzetting, maar op de gehele omgeving. Het gebied werd later onder meer bewoond of ‘gebruikt’ door de Feniciërs, Tartessos, Grieken en Carthagers. Er bestaan sporen van een verdedigingsmuur uit de 6e eeuw v.Chr., de stad droeg toen de naam “Iliberri”. In het jaar 193 v.Chr. werd “Iliberri” echter veroverd door de Romeinen. De Romeinen stichtten op 15 km afstand van het huidige Granada een nederzetting, die zij de naam “Iliberris” gaven.

### Stichting van de stad
In de 8e eeuw kwam het gebied in handen van de Moren. Inmiddels hadden joden enkele kilometers ten noorden van “Iliberris” een dorpje gesticht, genaamd "Gárnata" of "Gárnata al-yahud" (Granada van de joden). Dit Granada kende in deze periode weinig betekenis en werd overschaduwd door het zuidelijkere “Iliberris” (of Elvira), dat de hoofdplaats was van een provincie in het kalifaat Córdoba. De werkelijke stichting van het huidige Granada vond plaats met de komst van de Berberse vorst Zawi ibn Ziri in de 11e eeuw. Met het uiteenvallen van het kalifaat Córdoba, vestigde hij zich in Elvira en maakte het de hoofdstad van zijn eigen emiraat. Omdat het laaggelegen Elvira slecht te verdedigen was tegen aanvallen, besloot deze Ziri ibn Zawi om zijn residentie te verplaatsen naar Granada. Hiermee werd het joodse gehucht in een korte periode getransformeerd in een van de belangrijkste steden van Andalusië. Ziri ibn Zawi en zijn nakomelingen maakten deel uit van de Ziriden-dynastie van Granada en waren verwant aan de Berberse Ziriden-familie van Tunesië. Zij bouwden onder andere een belangrijk deel van de monumenten in de stad, en ook de wijk Albaicín.
Na de stadsverhuizing begon een periode van vele oorlogen om de macht over Al-Andalus. Het Rijk van Granada was in 1035 al een van de zogenaamde taifarijken. Naar aanleiding van de publicatie van een antisemitisch gedicht door een belangrijke dichter van Granada, vond in 1066 een grote moordpartij plaats op duizenden joden. De joodse vizier van de Ziriden, Joseph ibn Naghrela, werd door een menigte gekruisigd en de joodse wijk deels verwoest.
Met de komst van de Almoraviden en de Almohaden keerde de eenheid en rust enigszins terug in het gebied. Met de val van de Almohaden werd in 1232 de macht overgenomen door Alhamar, die opnieuw een koninkrijk van Granada maakte. Twintig verschillende sultans werden koning van dit rijk.

### De val van Granada

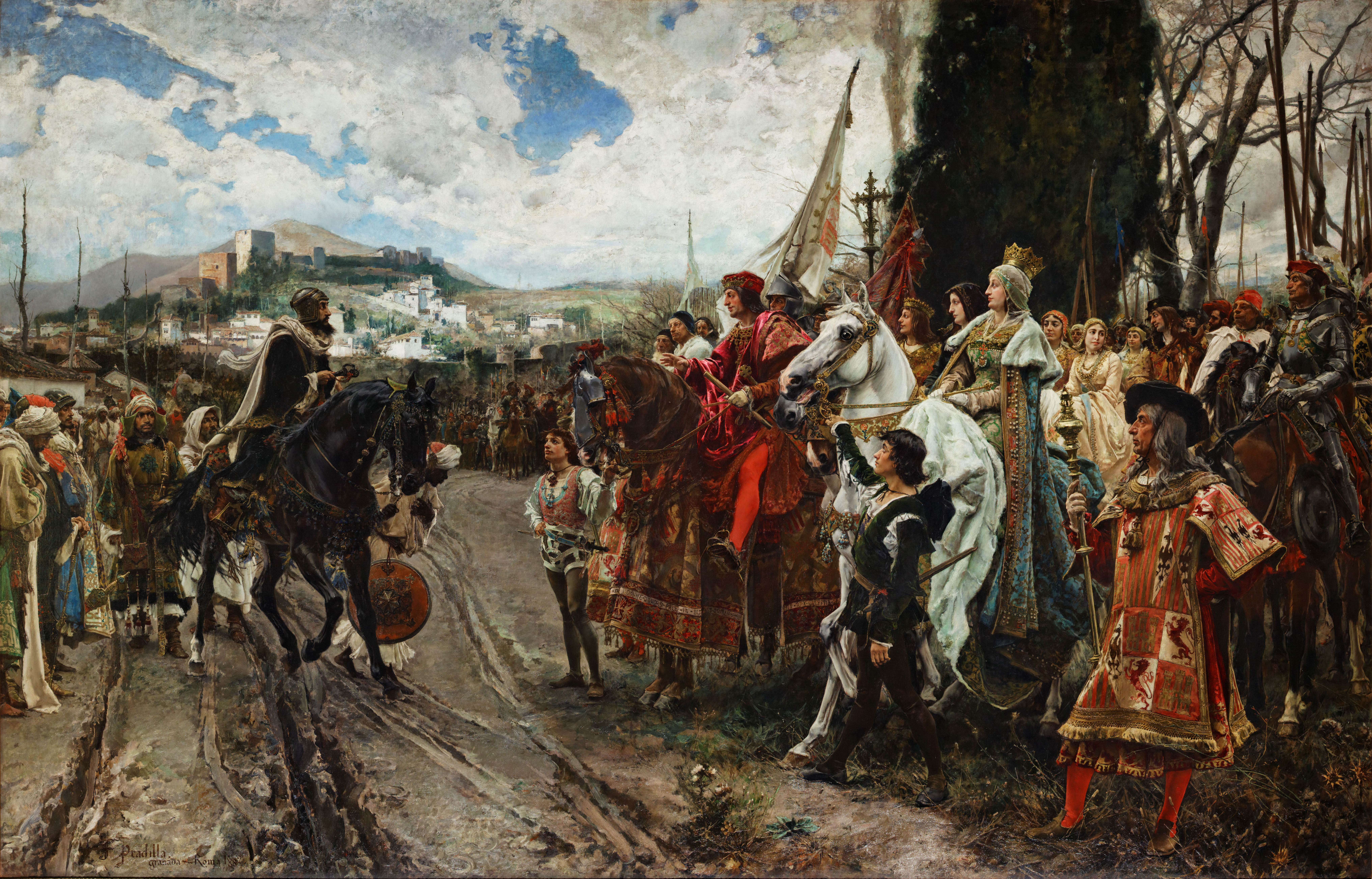
Val van het Moorse Rijk in 1492

De Oorlog van Granada en de val van het Moorse Rijk in 1492 was een van de belangrijkste gebeurtenissen in de geschiedenis van Granada. Het maakte een einde aan 800 jaar islamitische heerschappij op het Iberisch Schiereiland. De moslims en joden werden door het katholieke koningspaar (Ferdinand II van Aragon en Isabella I van Castilië) gedwongen tot bekering, en werden zo niet uit het land verbannen. Diegenen die de zogenaamde Spaanse Inquisitie overleefden, vluchtten naar Noord-Afrika. Ook het Arabisch verloor zijn rol in Granada en werd vervangen door het Spaans; de moskeeën werden veranderd in katholieke kerken.
Ondanks de vele gevechten groeide Granada door, en het was in de 15e eeuw een van de rijkste steden van Europa, met 50.000 inwoners. Tijdens de regering van Sultan Alhamar in tijd van de Moren, was het Alhambra gebouwd. Het huidige Alhambra werd echter pas geconstrueerd in de 17e eeuw, en functioneerde als het nieuwe regeringspaleis voor de stad. In het district Albaicín woonden de ambachtslieden en de adel, in dat district had men onder andere al een universiteit, fabrieken en douanes. De Joodse bevolking leefde in deze tijd in de wijk El Realejo.
Na de val van het Moorse Rijk groeide het nieuwe en verenigde Spanje al gauw uit tot een van de machtigste landen ter wereld, door de ontdekking (1492) en kolonisatie van de Nieuwe Wereld door onder anderen Christoffel Columbus.

## Klimaat

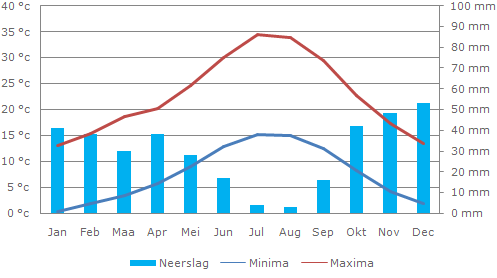
Klimaatgrafiek van Granada

Granada heeft een mediterraan klimaat met wat tendensen naar een landklimaat. De zomers zijn heet en droog en de maximumtemperatuur kan soms twee of drie maanden lang onafgebroken boven de 35 graden Celsius uitstijgen. Daartegenover staat dat de winters voor Spaanse begrippen behoorlijk koud zijn en de temperatuur regelmatig beneden het vriespunt daalt. Het verschil tussen de minimum- en maximumtemperaturen is in Granada groot, in de zomer kan het overdag 35 graden zijn en ’s nachts slechts 12 graden. Andersom, wanneer het in de winter ’s nachts vriest, kan het overdag alsnog meer dan 20 graden worden. De stad kent weinig neerslag, vooral de zomers zijn extreem droog, met minder dan 10 millimeter regen per maand.

## Demografische ontwikkeling
Bron: INE; 1857-2011: volkstellingen
Opm: Bevolkingscijfers in duizendtallen

## Cultuur
In Granada bevindt zich het Alhambra, een Moors paleis dat op de Werelderfgoedlijst van UNESCO staat. Hetzelfde geldt voor het Albaicín en de Generalife. De kathedraal van Granada met de grafkapel van het katholieke koningspaar (Ferdinand II van Aragon en Isabella I van Castilië) behoort tot de grootste kerkgebouwen in Spanje. De culturele rijkdom van de stad, met invloeden van de Moren, Joden en katholieken maakt Granada een van de belangrijkste culturele centra van Spanje. De “Universidad de Granada”, opgericht in 1531, is een van de meest prestigieuze van het land, en heeft onder andere gezorgd voor het imago van Granada als wilde nachtlevenstad. In 2003 studeerden ongeveer 60.000 studenten aan de universiteit. De beschermheilige van de stad is San Cecilio, en de bijbehorende feestdag valt elk jaar op 1 februari.
De wijk Albaicín en de Sacromonte zijn bekend om de (zigeuner)flamenco: veel groten uit deze wereld kwamen hiervandaan of begonnen hier hun carrière.

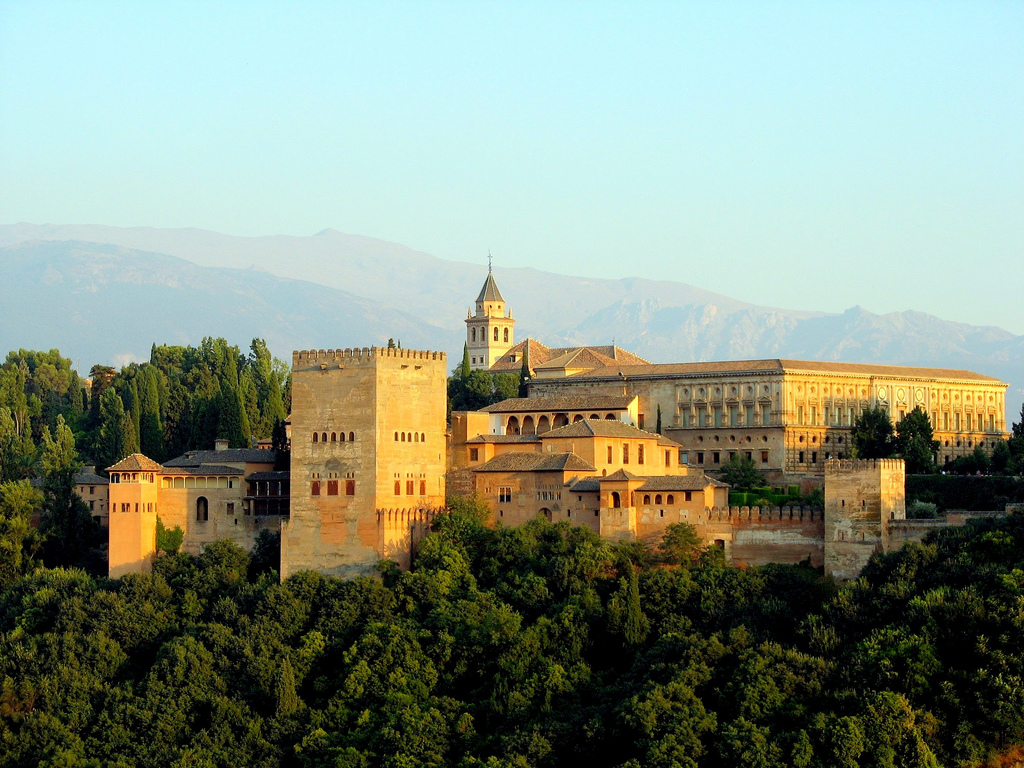
Alhambra

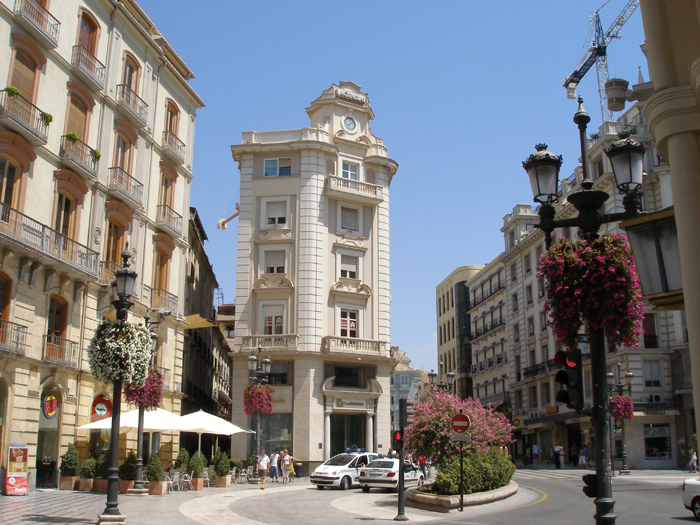
Puerta Real

### Bezienswaardigheden
- Alhambra en de Generalife: het Alhambra was een paleis, en het huis van de Nasridsultans en hoge ambtenaren (van de 13e tot de 14e eeuw).
- Albaicín: een oude Arabische wijk, met kronkelige straatjes en huizen uit de 14e eeuw.
- Bañuelo: Arabische badhuizen
- Cartuja: kartuizerklooster, een van de belangrijkste barokbouwwerken van Spanje
- Corral del Carbón: een 14e-eeuws monument. Het is een voormalig Arabisch gastenverblijf dat gebouwd is in 1336.
- Hospital Real
- Hospital de San Juan de Dios
- Kathedraal van Granada: een van de grootste kathedralen ter wereld
- de Koninklijke Kapel (Spaans: Capilla Real) naast de 16e-eeuwse kathedraal: met graven van Ferdinand II van Aragon en Isabella van Castilië, beter bekend als de Reyes Católicos, en hun opvolgers Filips de Schone en Johanna de Waanzinnige, moeder van keizer Karel V van het Heilig Roomse Rijk die in Spanje Carlos I wordt genoemd.
- Madrassa: een oude Arabische school
- het Klooster van Hiëronymus (Spaans: Monasterio de San Jerónimo): een klooster uit de renaissancetijd
- Paleis van Karel V (Spaans: Palacio de Carlos V): een koninklijk paleis, in het Alhambra
- Palacio de Dar al-Horra
- Plaza de las Pasiegas

### Kerken
- Iglesia de San Antonio
- Iglesia de San José
- Iglesia de San Juan de Dios
- Iglesia de San Nicolás
- Iglesia de San Pedro y San Pablo
- Iglesia de San Salvador
- Iglesia de Santa Ana
- Iglesia de Santo Domingo
- Iglesia de Santos Justo y Pastor
- Nuestra Señora de las Angustias

### Musea
- Museo García Lorca Museum over Federico García Lorca
- Museo Manuel de Falla Museum over Manuel de Falla
- Parque de las Ciencias: Wetenschapsmuseum
- Fundación Rodríguez-Acosta: art-decokunst en -tuinen
- Museo de la Alhambra
- Museo Arqueológico: Archeologisch Museum van Granada, in de Casa de Castril
- Museo Casa de los Tiros: Moderne geschiedenis van Granada
- Museo Casa de los Pisa
- Museo Rodríguez-Acosta

## Sport
Granada CF is de professionele voetbalclub van Granada en speelt in het Estadio Nuevo Los Cármenes. De club speelde meerdere seizoenen op het hoogste Spaanse niveau, de Primera División.
Granada is tientallen keren etappeplaats geweest in de wielerkoersen Ronde van Spanje en Ruta del Sol. De laatste ritwinnaar in Granada in de Ronde van Spanje is de Brit Adam Yates in 2024.

## Onderwijs
- Universiteit van Granada

## Partnersteden
- Aix-en-Provence (Frankrijk)
- Florence (Italië)
- Freiburg (Duitsland)

## Bekende inwoners van Granada

### Geboren
- Mohammed II al-Faqih (1235-1302), sultan van Granada
- Yusuf I (1318-1354), sultan van Granada
- Mohammed Abu Abdallah (c. 1460-1533), sultan van Granada
- Leo Africanus (1494-1554), ontdekkingsreiziger
- Álvaro de Bazán (1526-1588), zeeheld (Spaanse Armada)
- Francesco de Mendoza (1546-1623), admiraal van Aragon
- Francisco Suárez (1548-1617), filosoof en theoloog
- Alonso Cano (1601-1667), schilder, beeldhouwer en architect
- Pedro de Mena (1628-1688), barok beeldhouwer
- Francisco Martínez de la Rosa (1787-1862), dichter, drama-auteur, politicus, diplomaat en eerste minister
- Eugénie de Montijo (1826-1920), gravin en laatste keizerin van Frankrijk
- Miguel Ríos (1944), rockartiest en acteur
- Manuel Orantes (1949), tennisser
- Lucas Alcaraz (1966), voetbaltrainer
- María José Rienda (1975), skiester
- Juan Miguel Mercado (1978), wielrenner
- Adolfo García Quesada (1979), wielrenner
- Antonio Velázques (1981), acteur
- Rosa López (1981), zangeres
- Álex Gálvez (1989), voetballer

## Trivia
- De Noord-Marokkaanse stad Tétouan wordt ook wel Bint Granada (dochter van Granada) genoemd.
- De pracht van Granada wordt uitgedrukt in de beroemde uitspraak van de Mexicaanse dichter Francisco de Icaza:

Dale limosna, mujer, que no hay en la vida nada como la pena de ser ciego en Granada.
Geef een aalmoes, vrouw, want er is in het leven geen ergere straf dan een blinde te zijn in Granada.